# Enzo Zidane
Enzo Alan Zidane Fernández (Burdeos, 24 de marzo de 1995) es un exfutbolista francés que se desempeñaba en la posición de centrocampista.
Hijo del laureado jugador Zinedine Zidane, posee la doble nacionalidad ya que su madre es de origen español, eligiendo el apellido de ésta como el suyo deportivo como medida familiar y del club para evitar las comparaciones con su padre que pudieran entorpecer en su evolución y formación. Aunque finalmente esta prevención quedaría inutilizada después de su salida del Real Madrid. Es hermano de los también jugadores Luca, Théo y Élyaz. Los cuatro hermanos fueron alumnos del Liceo Francés de Madrid.

## Trayectoria

### Categorías inferiores
Desde el 2004, Enzo ha jugado en las categorías inferiores del Real Madrid Club de Fútbol. El 6 de septiembre de 2011, fue invitado por José Mourinho a entrenar con el primer equipo del club, situándose como una de las grandes promesas de la cantera madridista.
Por ellas, donde también militan sus hermanos menores, fue ascendiendo hasta llegar en la temporada 2015-16 al primer equipo filial del club, el Real Madrid Castilla Club de Fútbol, equipo con el que ya había debutado con anterioridad el 16 de noviembre de 2014.

### Real Madrid Castilla C. F.
Tras la reestructuración sufrida por las categorías inferiores del conjunto blanco, Enzo fue uno de los elegidos para conformar el que sería el primer equipo filial de cara a la temporada 2015-16.

### Deportivo Alavés
Enzo Zidane fue traspasado al Deportivo Alavés el 29 de junio de 2017 firmando un contrato por tres temporadas. Aunque llegó como un fichaje muy prometedor, sólo jugó 4 partidos con el club, sin marcar goles ni dar asistencias.

### F. C. Lausanne-Sport
El último día del mercado invernal, el CD Alavés traspasó al joven futbolista francés al Football Club Lausanne-Sport de la Superliga Suiza. En su primera media temporada jugó 16 partidos, marcando 2 goles y dando 1 asistencia, aunque no pudo evitar el descenso del equipo a la Swiss Challenge League, segunda división de Suiza.

### C. F. Rayo Majadahonda
Para la temporada 2018-19 fue cedido al Club de Fútbol Rayo Majadahonda de la Segunda División de España.

### C. D. Aves
El 15 de julio de 2019 se unió al Clube Desportivo das Aves de la Primera División de Portugal. El club portugués hizo oficial su contratación mediante sus redes sociales.

### U. D. Almería
El 31 de enero de 2020, minutos antes del cierre del periodo de traspasos, la Unión Deportiva Almería hizo oficial su fichaje.
El 1 de octubre y tras una temporada en la que apenas disputó 3 partidos con el conjunto indálico, la U.D. Almería rescinde su contrato.

### Rodez Aveyron Football
El 9 de junio de 2021, se hizo oficial su incorporación al Rodez Aveyron Football de la Ligue 2, del que su padre Zinedine Zidane es accionista.

### Retiro
El 24 de septiembre de 2024, anunció su retirada del fútbol profesional a los 29 años de edad.

## Selección nacional

### Absoluta
Enzo pudo haber tenido opciones para jugar en Francia o España, así como para Argelia, de donde son sus abuelos paternos.

### España sub-15
Enzo hizo una aparición para el equipo nacional de fútbol sub-15 de España en 2009.

### Francia sub-19
Cambió a la Federación Francesa de Fútbol e hizo dos apariciones para la selección francesa sub-19 en 2014.

## Vida personal
Le pusieron ese nombre en honor al futbolista uruguayo Enzo Francescoli, a quien su padre, Zinedine Zidane, admiraba cuando jugaba. Tiene tres hermanos menores, Luca, Théo y Élyaz jugando en la academia del Real Madrid.
En agosto de 2020, anunció su compromiso con la activista venezolana Karen Gonçalves.

## Estadísticas

### Inferiores
| Inferiores | Temporada        | Div.             | Liga  | Liga  | Liga   | Copas (1) | Copas (1) | Copas (1) | Internacional (2) | Internacional (2) | Internacional (2) | Total (3) | Total (3) | Total (3) | Media goleadora |
| Inferiores | Temporada        | Div.             | Part. | Goles | Asist. | Part.     | Goles     | Asist.    | Part.             | Goles             | Asist.            | Part.     | Goles     | Asist.    | Media goleadora |
| --- | ---------------- | ---------------- | ----- | ----- | ------ | --------- | --------- | --------- | ----------------- | ----------------- | ----------------- | --------- | --------- | --------- | --------------- |
| Real Madrid C. F. "A" | 2013-14          | Juv.             | 25    | 7     | ?      | 8         | 1         | ?         | 7                 | -                 | 3                 | 40        | 8         | ?         | 0.20            |
| Total formativas | Total formativas | Total formativas | 25    | 7     | ?      | 8         | 1         | ?         | 7                 | 0                 | 3                 | 40        | 8         | ?         | 0.20            |
| (1) Incluye datos de la Copa de Campeones, Copa del Rey Juvenil; Partidos de ascenso / permanencia (2013-14) (2) Incluye datos de la UEFA Youth League (2013-14). (3) No se incluyen datos de partidos amistosos. |                  |                  |       |       |        |           |           |           |                   |                   |                   |           |           |           |                 |

### Clubes
Actualizado al último partido disputado el 1 de junio de 2022. Resaltadas temporadas en calidad de cesión.
| Club | Temporada                  | Div.                       | Liga  | Liga  | Liga   | Copas (4) | Copas (4) | Copas (4) | Internacional (5) | Internacional (5) | Internacional (5) | Total (6) | Total (6) | Total (6) | Media goleadora |
| Club | Temporada                  | Div.                       | Part. | Goles | Asist. | Part.     | Goles     | Asist.    | Part.             | Goles             | Asist.            | Part.     | Goles     | Asist.    | Media goleadora |
| --- | -------------------------- | -------------------------- | ----- | ----- | ------ | --------- | --------- | --------- | ----------------- | ----------------- | ----------------- | --------- | --------- | --------- | --------------- |
| Real Madrid C. F. "C" | 2014-15                    | 3.ª                        | 26    | 4     | ?      | –         | –         | –         | Inaccesibles      | Inaccesibles      | Inaccesibles      | 26        | 4         | ?         | 0.15            |
| R. M. Castilla C. F. | 2014-15                    | 2.ª B                      | 8     | –     | ?      | –         | –         | –         | Inaccesibles      | Inaccesibles      | Inaccesibles      | 8         | 0         | ?         | 0               |
| R. M. Castilla C. F. | 2015-16                    | 2.ª B                      | 34    | 2     | 10     | 4         | –         | –         | Inaccesibles      | Inaccesibles      | Inaccesibles      | 38        | 2         | 10        | 0.08            |
| R. M. Castilla C. F. | 2016-17                    | 2.ª B                      | 32    | 5     | 5      | –         | –         | –         | Inaccesibles      | Inaccesibles      | Inaccesibles      | 32        | 5         | 5         | 0.30            |
| Real Madrid C. F. | 2016-17                    | 1.ª                        | -     | –     | –      | 1         | 1         | –         | –                 | –                 | –                 | 1         | 1         | 0         | 1.00            |
| Total R. M. Castilla C. F. | Total R. M. Castilla C. F. | Total R. M. Castilla C. F. | 74    | 7     | 15+    | 4         | 0         | 0         | 0                 | 0                 | 0                 | 78        | 7         | 15+       | 0.04            |
| Deportivo Alavés | 2017-18                    | 1.ª                        | 2     | –     | –      | 2         | –         | –         | –                 | –                 | –                 | 4         | 0         | 0         | 0               |
| F. C. Lausanne-Sport | 2017-18                    | 1.ª                        | 16    | 2     | 1      | –         | –         | –         | –                 | –                 | –                 | 16        | 2         | 1         | 0.13            |
| C. F. Rayo Majadahonda | 2018-19                    | 2.ª                        | 33    | –     | 1      | 1         | –         | –         | –                 | –                 | –                 | 34        | 0         | 1         | 0               |
| C. D. Aves | 2019-20                    | 1.ª                        | 10    | 2     | –      | 1         | –         | –         | –                 | –                 | –                 | 11        | 2         | 0         | 0.18            |
| U. D. Almería | 2019-20                    | 2.ª                        | 3     | –     | –      | 1         | –         | –         | –                 | –                 | –                 | 4         | 0         | 0         | 0               |
| Rodez AF | 2021-22                    | 2.ª                        | 15    | –     | –      | 1         | –         | –         | –                 | –                 | –                 | 16        | 0         | 0         | 0               |
| C. F. Fuenlabrada | 2022-23                    | 1.ª F                      | -     | –     | –      | –         | –         | –         | –                 | –                 | –                 | 0         | 0         | 0         | 0               |
| Total carrera | Total carrera              | Total carrera              | 178   | 15    | 17+    | 11        | 1         | 0         | 0                 | 0                 | 0                 | 189       | 16        | 16+       | 0.08            |
| (4) Incluye estadísticas de la Copa del Rey (2016-Act.) y partidos de fases de ascenso (2015-16; 2019-20) / Taça de Portugal (2019) / Copa de Francia (2021). (5) Sin participaciones. (6) No se incluyen goles en partidos amistosos. |                            |                            |       |       |        |           |           |           |                   |                   |                   |           |           |           |                 |